# Gosdorf
Gosdorf est une commune autrichienne du district de Südoststeiermark en Styrie.